# Mikhaïl Choufoutinski
Mikhaïl Zakharovitch Choufoutinski (en russe : Михаи́л Заха́рович Шуфути́нский),né le 13 avril 1948 à Moscou, est un crooner russe, un pianiste et un compositeur, nommé artiste émérite la fédération de Russie en 2013.

## Biographie
Il est diplômé d'une école de musique de la classe d'accordéon et du Collège musical Ippolitov-Ivanov de Moscou. Il se produit avec divers ensembles à Moscou et à Magadan. De 1971 à 1974, il travaille au restaurant Severny à Magadan. Dans les restaurants, il interprète les chansons d'Alexandre Vertinski et de Piotr Lechtchenko. Plus tard, il est devenu le chef du VIA Leisya pesnia, qui interprétait principalement les chansons de Viatcheslav Dobrynine.
Il a fait une tournée avec le groupe Tchaï Vdvoyom. 